# Euxoa tocoyae
Euxoa tocoyae är en fjärilsart som beskrevs av Smith 1900. Euxoa tocoyae ingår i släktet Euxoa och familjen nattflyn. Inga underarter finns listade i Catalogue of Life.